# Poběda (1900)
Poběda (rusky Победа, „Vítězství“) byla poslední ze tří bitevních lodí typu predreadnought třídy Peresvet postavených pro ruské carské námořnictvo v 90. letech 19. století. Loď byla po dokončení přidělena k tichooceánskému loďstvu a od roku 1903 kotvila v Port Arthuru. Během rusko-japonské války v letech 1904–1905 se účastnila bitev u Port Arthuru a ve Žlutém moři. Poté, co v těchto střetnutích unikla vážným škodám, byla Poběda potopena střelbou během obléhání Port Arthuru, následně Japonci vyzvednuta a uvedena do služby pod jménem Suwo (周 防).
Japonci loď znovu vybavili a vyzbrojili a v roce 1908 ji Japonské císařské námořnictvo už jako Suwo překlasifikovalo na kaibókan 1. třídy (loď pobřežní obrany), poté několik let sloužila jako cvičná loď. Byla i vlajkovou lodí japonské eskadry, která se na začátku první světové války účastnila bitvy o Čching-tao a jako vlajková loď pokračovala, dokud se v roce 1917 nestala lodí pro nácvik dělostřelby. V roce 1922 byla odzbrojena, aby vyhověla podmínkám Washingtonská námořní smlouvy a pravděpodobně v té době sešrotována.